# جاكوب ماتلالا
جاكوب ماتلالا (بالإنجليزية: Jacob Matlala)‏ مواليد 1 أغسطس 1962 في خاوتينغ، جنوب أفريقيا - الوفاة 7 ديسمبر 2013، كان ملاكم جنوب أفريقي سابق. حقق بطولة منظمة الملاكمة العالمية.

## إحصائيات
خاض خلال مسيرته 64 نزالا، فاز في 53 وتعادل في 1 وخسر في 10. فاز بالضربة القاضية في 26 نزالا.

## روابط خارجية
- جاكوب ماتلالا على موقع بوكس ريك (الإنجليزية) (registration required)